# بانش (مجلة)

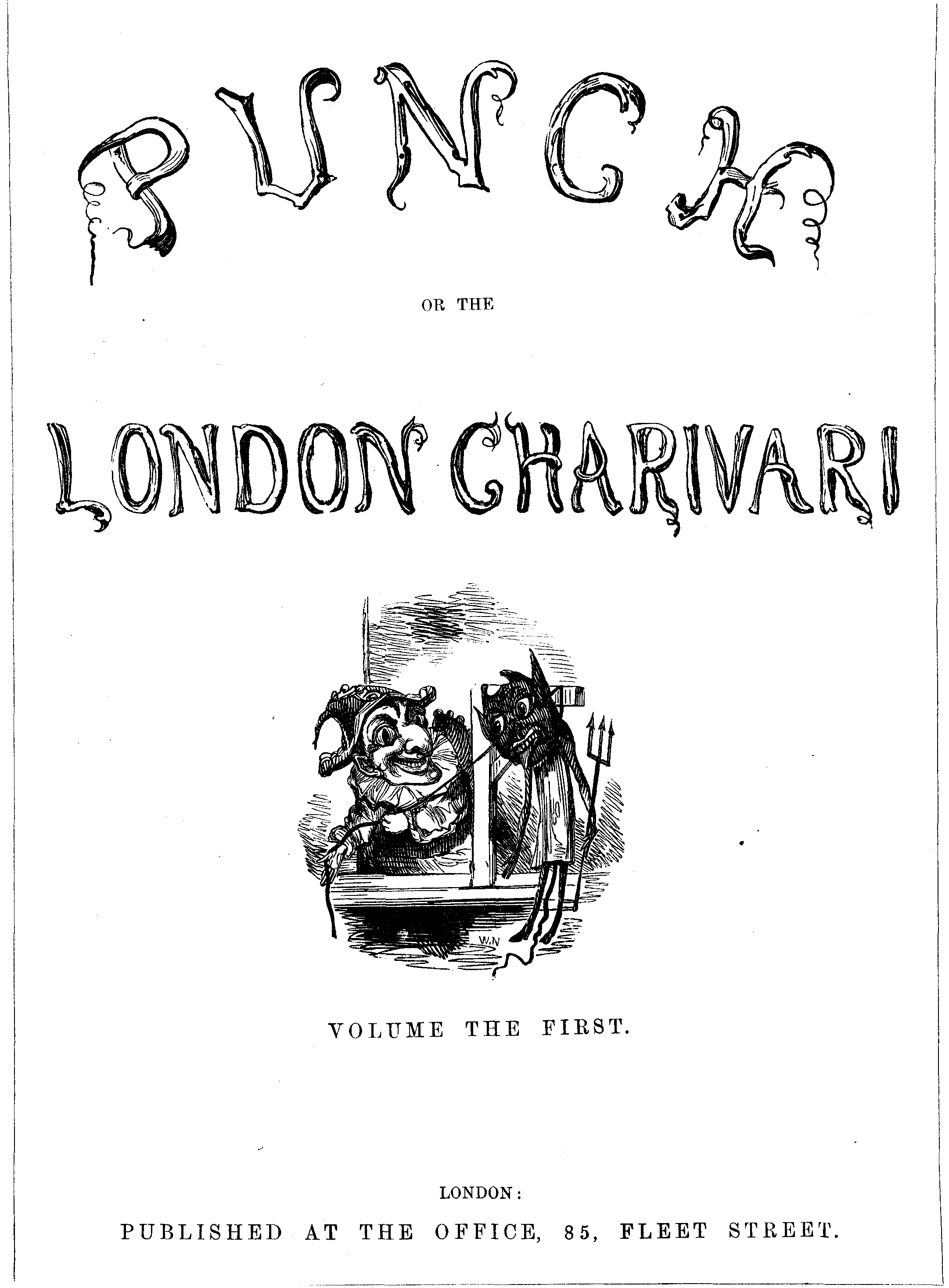
غلاف أول اصدار من مجلة اللكمة عام 1841

بانش (بالإنجليزية: Punch)‏ هي مجلة أسبوعية بريطانية هزلية وهجائية تم أصدارها من عام 1841 حتى عام 1992 و بعد ذلك عاودت الأصدار من عام 1996 حتى عام 2002.

## روابط خارجية
- مجلة اللكمة على موقع الموسوعة البريطانية (الإنجليزية)